# マルチマン・パブリッシング
Multi-Man Publishing, LLC (略称：MMP) は、主にボード・ウォーゲームを出版するアメリカ合衆国のゲーム会社である。
アメリカ大リーグの元投手カート・シリングらによって設立された。
もともと、旧アバロンヒル社のアドバンスト・スコードリーダーなどを継続的に出版し続けることが設立の目的であったが、
現在も版権元であるハズブロ社からライセンスを受け、継続的に出版している。
2002年にはThe Gamers社の一連のゲーム群を取得し、新ゲームも含め継続的に出版している。
また、旧アバロンヒル社のThe General Magazineのように、The Gamers社のOperations Magazineを自社製品のサポート誌（"house organ"）と位置づけ、継続的に出版している。